# Boethus alaingens
Boethus alaingens är en stekelart som beskrevs av Davis 1897. Boethus alaingens ingår i släktet Boethus och familjen brokparasitsteklar. Inga underarter finns listade.